# Первомайский завод строительных материалов
Первомайский завод строительных материалов (укр. Первомайський завод будівельних матеріалів) — промышленное предприятие в городе Золотое Первомайского городского совета Луганской области Украины.

## История
Предприятие было создано в 1908 году в Екатеринославской губернии Российской империи. В ходе гражданской войны территория уезда оказалась в зоне боевых действий и завод некоторое время не работал, но в дальнейшем он был восстановлен.
В ходе Великой Отечественной войны 12 июля 1942 года город Золотое был оккупирован наступавшими немецкими войсками, 3 сентября 1943 года был освобождён советскими войсками. В дальнейшем началось восстановление региона, что привело к росту потребностей в стройматериалах.
По состоянию на начало 1950-х годов, основной продукцией завода являлись железобетонные стойки, которые использовались в угольных шахтах. В 1968 году завод выпускал 17,5 тыс. м² железобетонных изделий и 40 млн. шт. кирпича в год.
В целом, в советское время завод входил в число крупнейших предприятий города.
После провозглашения независимости Украины в условиях экономического кризиса 1990-х годов и значительного сокращения объёмов государственного строительства положение завода осложнилось. Позднее государственное предприятие было преобразовано в общество с ограниченной ответственностью.
Начавшийся в 2008 году экономический кризис ухудшил положение предприятия. 22 февраля 2012 года хозяйственный суд Луганской области признал завод банкротом и начал процедуру его ликвидации.

## Деятельность
Основной продукцией завода являлись железобетонные изделия и железобетонные конструкции.